# Valeriana nivalis
Valeriana nivalis är en perenn kaprifolväxtart från Sydamerika som beskrevs av Hugh Algernon Weddell. Valeriana nivalis växer från södra Peru till nordvästra Argentina och ingår i släktet vänderötter, och familjen kaprifolväxter. Inga underarter finns listade i Catalogue of Life.